# Richard Hermes
Richard Hermes (* 18. Dezember 1880 oder 1881; † 14. Mai 1954 in Hamburg) war ein niederdeutscher Verleger und Herausgeber.

## Leben
Richard Hermes wurde am 18. Dezember 1880 geboren und gründete am 1. Oktober 1903 im Alter von 23 Jahren in Hamburg zunächst den Hermes Verlag. Zum 28. Oktober 1912 benannte er seinen Verlag, welcher in der Folgezeit zu den bedeutendsten für niederdeutsches Schrifttum zählte, jedoch in Richard Hermes Verlag um und gab von 1914 bis 1928 die Schriftreihe Niedersachsenbuch – Ein Jahrbuch für niederdeutsche Art heraus.
Von 1915 bis 1918 arbeitete die in den 1940er und 1950er Jahren als Übersetzerin zu den wichtigsten Kulturvermittlern in Skandinavien zählende Grete Berges als Privatsekretärin in seinem Verlag.
In der Zeit des Nationalsozialismus war Hermes eine Zeitlang als Mitglied der liberalen Robinsohn-Strassmann-Gruppe aktiv. Direkt nach dem Zweiten Weltkrieg brachte Hermes in Zusammenarbeit mit Willy Thomsen im Jahre 1946 das Buch Witz contra Nazi – Hitler und sein tausendjähriges Reich. An 500 Anekdoten, Zoten, Absonderlichkeiten und Flüsterwitze; botanisiert und geketschert, vor den Luchsaugen der Gestapo verborgen, präpariert und aufgespießt und in ein System gebracht heraus.
In Großhansdorf erhielt der Hermesstieg seinen Namen nach ihm. Hermes hatte früher einmal ein Grundstück in Großhansdorf besessen.

## Werke
- Richard Hermes und Willy Thomsen: Witz contra Nazi – Hitler und sein tausendjähriges Reich. An 500 Anekdoten, Zoten, Absonderlichkeiten und Flüsterwitze; botanisiert und geketschert, vor den Luchsaugen der Gestapo verborgen, präpariert und aufgespießt und in ein System gebracht. Verlag Morawe & Scheffelt, Hamburg 1946